# ماخونیک
ماخونیک روستایی است که در دهستان دُرُح بخش مرکزی شهرستان سربیشه استان خراسان جنوبی واقع شده‌است.
براساس سرشماری مرکز آمار ایران در سال ۱۳۹۰، جمعیت آن ۷۳۹ نفر (۱۶۴ خانوار) بوده‌است.

## موقعیت جغرافیایی
روستای ماخونیک یکی از هفت روستای شگفت‌انگیز جهان می‌باشد و به لحاظ شهرت آن به شهر «لی‌لی‌پوت‌ها»، جذابیت‌های حیرت‌انگیزی دارد. این روستا در فاصله ۷۸ کیلومتری شرقی شهر سربیشه در مسیر جاده سربیشه به روستای دُرُح قرار دارد.
جلگه ماخونیک متشکل از ۱۲ آبادی است که روستای ماخونیک بزرگ‌ترین آن‌ها به‌شمار می‌آید. این روستاها شامل ماخونیک Maxonic، کفاز Kefaz، چاپنسر Japansar، توتک Tutak، سفال بند Sefalband، سولابست Sulabest، لجونگ (سفلی و علیا) lejong، کلاته بلوچ Kelate baluj، دامدامه Damdame و میش نو Misnow، خارستو Xayestu و جلارو Jelaro است.
اهالی این روستاها از نظر مذهب (اهل تسنن)، شیوه گذران زندگی و اوضاع اجتماعی با یکدیگر وجه اشتراک زیادی دارند اما غالب این روستاها اصل و تبار خود را از روستای ماخونیک می‌دانند.

## وجه تسمیه
دربارهٔ وجه تسمیه روستا چندین قول وجود دارد:
در برخی اسناد قدیمی (حجت) که تاریخ نگارش آن‌ها به ۳۰۰ سال قبل می‌رسد، نام روستا مادخنیک ذکر شده‌است.
گفته می‌شود در گذشته عده‌ای مأموران دولتی به این روستا آمده و اهالی به گرمی از آن‌ها استقبال نکرده‌اند و با آن‌ها برخورد سردی داشته‌اند و آن‌ها این نام را برای روستا انتخاب کرده‌اند.
برخی می‌گویند به دلیل وجود شکافی در کوه نزدیک روستا به آنجا ماده ماخونیک گفته می‌شده که به مرور زمان به ماخونیک تغییر نام یافته‌است.

## تاریخچه
دربارهٔ این روستا هیچ سابقه تاریخی مکتوبی وجود ندارد و فقط «کلنل چارلز ادوار دبیت» در کتاب سفرنامه خراسان و سیستان در دوره ناصرالدین شاه به توصیف منطقه ماخونیک پرداخته‌است.
بر طبق شواهد چنین بر می‌آید که ساکنان روستا در ابتدا دامدار و کوچ‌نشین بوده‌اند و در دوره‌های بعد در منطقه ماخونیک و به ویژه در روستای ماخونیک سکونت گزیده‌اند، وجود سنگ‌نگاره‌ای در نزدیکی قنات ماخونیک که نقش‌های چوپانی و بسیار قدیمی بر روی آن نقش بسته نیز گواهی بر قدمت سکونت در ماخونیک است.
از آثار تاریخی ماخونیک می‌توان به سنگ سیاه (سنگ نگاره) ماخونیک، بنای برج و قلعه، برج گل انجیر، منزل سرگردونی، نادر مرده می‌توان اشاره کرد.

## مردم‌شناسی
مردم منطقه ماخونیک مسلمان، دارای مذهب اهل تسنن (حنفی) و پیرو ابوحنیفه نعمان بن ثابت از ائمه چهارگانه اهل سنت است، که با زبان فارسی و با لهجهٔ خاص محل تکلم می‌کنند. جاذبهٔ این روستا این است که در گذشته اهالی آن کوتاه‌قد بوده و به زحمت قدشان از ۱٫۴۰ متر تجاوز می‌کرد و به دلیل بهبود تغذیه و ازدواج با نژادهای دیگر در گذر زمان قد اهالی روستا بلندتر شده است. 
مردم ماخونیک تا ۵۰ سال پیش، چای نمی‌نوشیدند، شکار نمی‌کردند و اصلاً گوشت هم نمی‌خوردند و هنوز سیگار نمی‌کشند. مردم ماخونیک این قبیل کارها را گناه می‌دانستند.
ورود تلویزیون به این روستا به معنای ورود شیطان بود و اهالی تا چند سال پیش به تلویزیون می‌گفتند شیطان. آن‌ها هرگز اجازه نمی‌دادند کودکان پای صفحه تلویزیون بنشینند و جادو شوند.
دکتر محمدحسین پاپلی یزدی در سال ۱۳۸۴ در شماره ۷۷ فصلنامه تحقیقات جغرافیایی به شرحی مبسوط از شرایط زندگی مردم روستای ماخونیک پرداخته است.

## فرهنگ
یکی از عمده نشانه‌های فرهنگی روستای ماخونیک مسکن است و بافت مسکونی روستا در دامنهٔ تپه و خانه‌ها به‌طور فشرده‌به‌هم و در گودی زمین ساخته شده‌اند. کف خانه حدود ۱ متر از سطح زمین پایین‌تر است و دارای یک درب کوتاه چوبی است، به طوری که ارتفاع خانه ها از سطح زمین حداکثر ۱۴۰ سانتی‌متر است.
برای رفتن به داخل خانه باید دولا شده و به زحمت خود را داخل خانه کرد. اغلب یکی دو پله درگاهی را به کف خانه متصل می‌کنند. به علت آنکه هوای این ناحیه سرد می‌باشد، مردم خانه‌ها را کوچک و کم‌ارتفاع می‌ساختند تا گرم شدن خانه راحت‌تر صورت گیرد.
هر خانه دارای فضاهایی همچون کندیک Kandik (مخزن نگهداری گندم و جو)، کرشک Koresk (اجاق گلی برای طبخ غذا)، طاق و طاقچه است.
باید دانست عمده مصالح به کار رفته در مسکن روستا شامل سنگ، چوب و هیزم است.
علاوه بر مسکن به جاذبه‌های فرهنگی دیگری همچون مراسم عروسی و نامزدی، مراسم ماه رمضان و عید فطر و عید قربان، مراسم باران‌خواهی و همچنین خوراک و غذاهای سنتی و پوشاک محلی منطقه می‌توان اشاره کرد.

## حرفه و پیشه
شغل اصلی مردم روستا دامداری است و در کنار آن به زراعت نیز مشغول هستند، علاوه بر این تعدادی از مردمان در معدن های سنگ کار می‌کنند و تعدادی دیگر نیز قالیبافی و ... می‌کنند و این صنعت ها از عمده صنایع دستی روستا به‌شمار می‌رود.
عمده محصولات کشاورزی منطقه شامل گندم، سیر، جو، شلغم، چغندر و زردک است و مردم این منطقه به میزان محدودی به کشت گوجه فرنگی، پیاز و زعفران نیز می‌پردازند.
کاشت محصولات باغی در روستا چندان به چشم نمی‌خورد و فقط تعدادی درختان عناب، توت، انجیر، انار، سیب، انگور و بادام در کنار جوی‌های آب و نزدیکی استخر کاشت شده‌است.

## امکانات
راه روستا در سال‌های اخیر ایجاد و آسفالت شده‌است و علاوه بر این روستا دارای آب شرب، برق، خانه بهداشت، مدرسه ابتدایی، مکتب خانه، حمام و چندین مغازه از جمله خواربار فروشی، قصابی، نانوایی، تعمیرگاه موتور و جوشکاری هستند.
در حال حاضر گردشگران خارجی و داخلی زیادی از این روستا دیدن می‌کنند و این روستا از روستاهای هدف گردشگری خراسان جنوبی به‌شمار می‌رود.